# Gryf

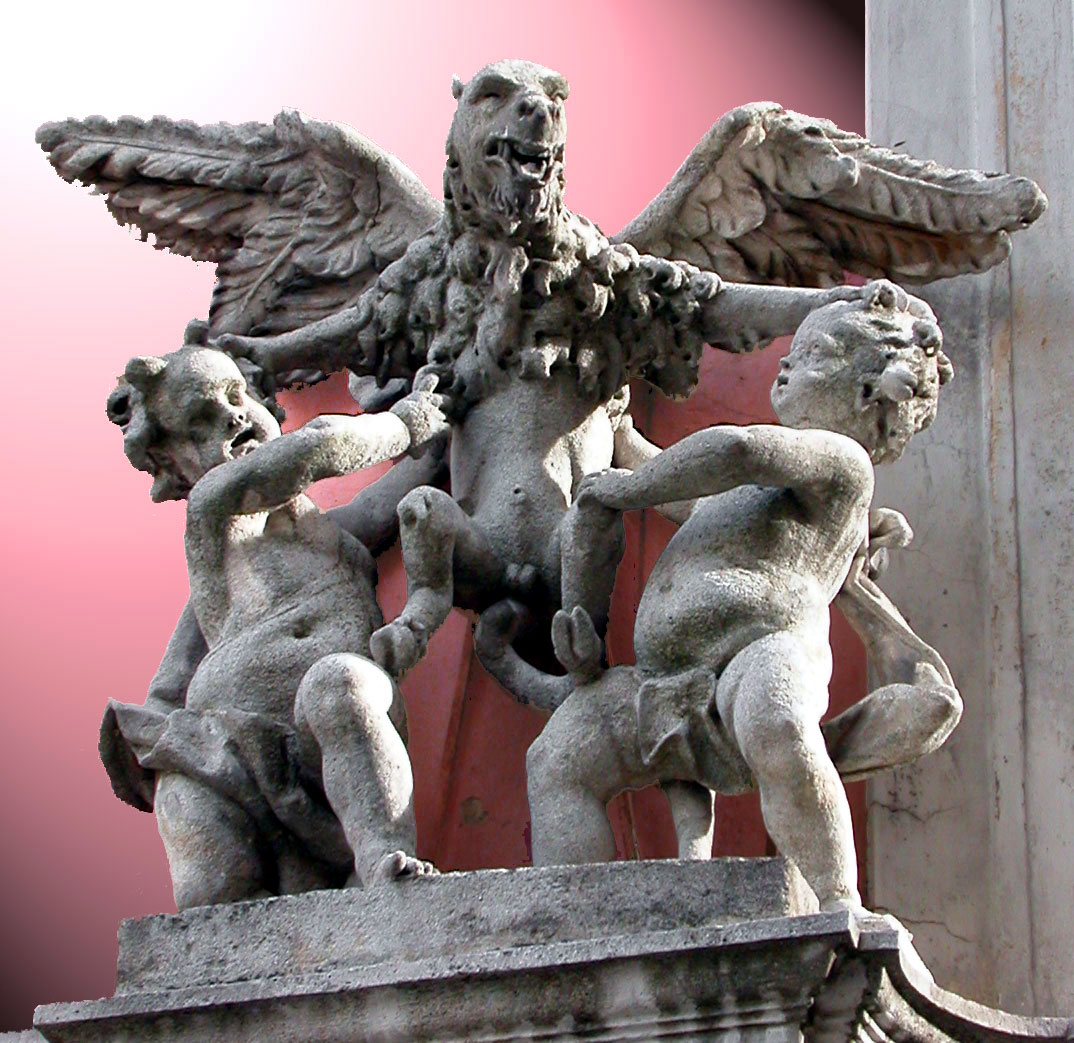
Gryf a andílci (putti) na průčelí domu č. 12 ve vídeňské Kurrentgasse

Gryf je bájné stvoření, jehož mytologický původ sahá přinejmenším do 3. tisíciletí př. n. l. Často je zobrazován se lvím trupem, zadníma nohama a ocasem, a s orlí hlavou, krkem, křídly a pařáty.
Gryf byl ochráncem zlatých pokladů a dolů v oblasti Střední Asie. Původně starověké skytské božstvo bylo pak přejato středověkou mytologií a heraldikou. Podle americké etnoložky a folkloristky Adrienne Mayorové je dokonce možné, že na vzniku zkazek o tomto legendárním tvorovi mají podíl fosílie rohatých dinosaurů rodu Protoceratops z mongolské pouště Gobi. Podle jiných paleontologů ale nelze takové spojení s jistotou prokázat. Původ totiž může spočívat spíše v místní mytologii etnik starověkého Blízkého východu.
Od označení gryfa je odvozeno příjmení Gryphius (např. Andreas Gryphius).[zdroj?]

## Gryf v heraldice

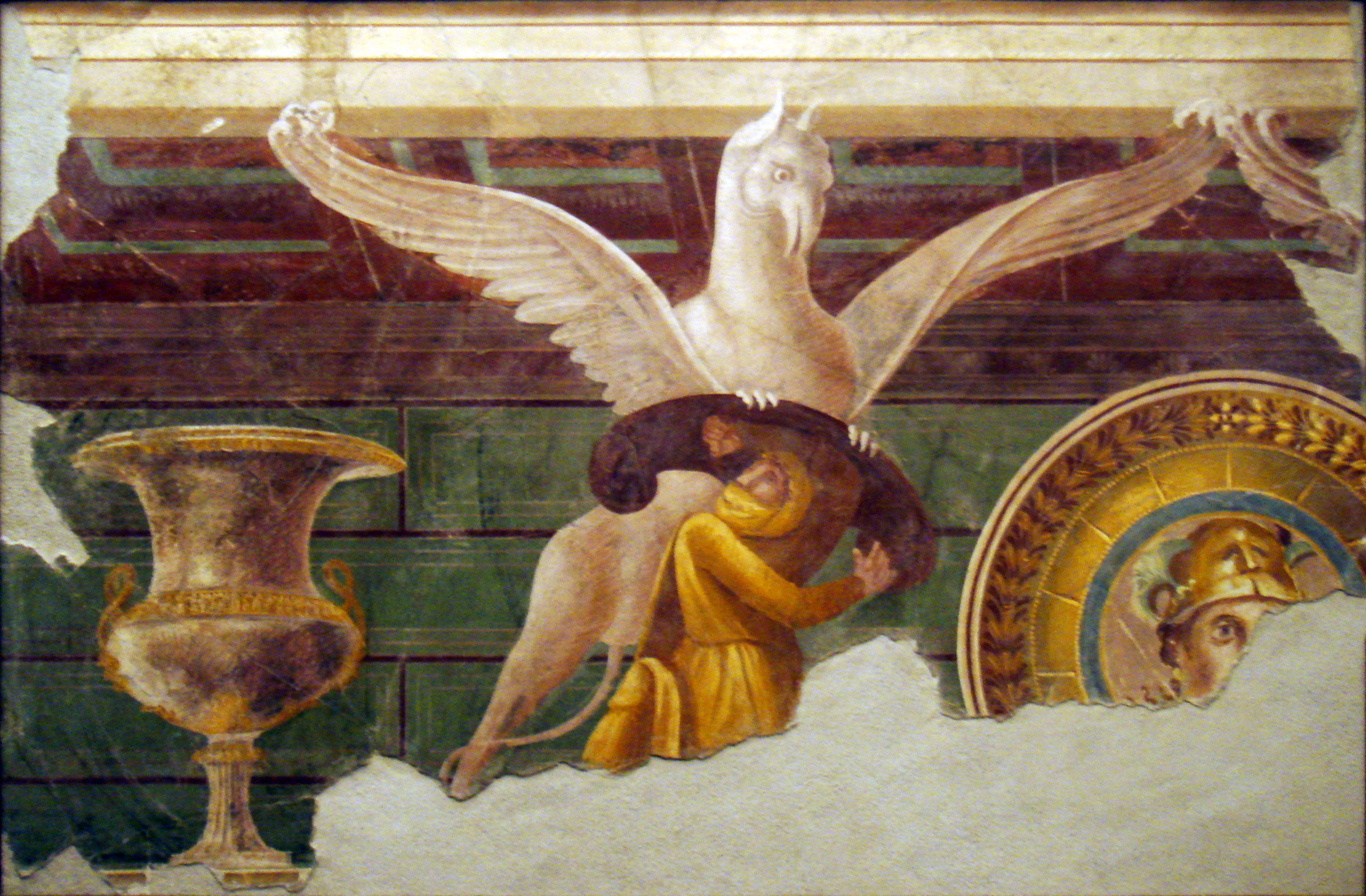
Zápas Arimaspa (příslušník mytického skytského národa) s gryfem. Freska z Villy dei Misteri v Pompejích z poloviny 1. století př. n. l.

V heraldice je gryf doložený jako erbovní znamení Graifenů od přelomu 12. a 13. století.[chybí lepší zdroj] Vyskytuje se ve znaku: vévodů pomořanských, lotyšského regionu Latgalsko, nebo polského města Svídnice. Užíval jej např. Kryštof z Gendorfu (2 gryfí hlavy) nebo rytíři Stránští ze Stránky a Greiffenfelsu.  Utržená hlava gryfa je ve znaku obce Bozkov (Liberecký kraj, okres Semily) a města Osečné (Liberecký kraj), gryf pak ve znaku obce Všechovice (Olomoucký kraj, okres Přerov). Gryf býval často také štítonošem.
Figura gryfa symbolizuje odhodlání, houževnatost, odolnost a vytrvalost. Bývá prohlašováno, že když se gryf usadí, kde se mu zalíbí, nikdo ho již odtamtud nedokáže vyhnat. Má tedy silný význam jak ve smyslu deklarace nároku (např. na území), tak i pokud jde o vyjádření odhodlání bránit se. 
Figur a způsobů vyobrazení gryfů je více. Jako gryf slovanský je např. označováno vyobrazení s tělem lva (a to včetně předních končetin) a s hlavou, hrudí i křídly orla. V anglosaském světě se zase objevuje vyobrazení, kde tělo je koňské či oslí (někdy to není snadno odlišitelné). Heraldicky má gryf ještě jednu zvláštnost. Bývá zvykem, že jednoduchá figura je vnímána jako slabší a ženská (postoj heraldiky k feminismu je velmi vlažný), takže jednohlavá je orlice, jednoocasá lvice atd. Naopak zdvojení je atribut samčí a zvýrazňuje sílu znamení, tedy dvojhlavý orel, dvojocasý lev aj. U gryfů tomu tak není. Samčím gryfem je takový, jehož křídla mají stejnou barvu jako peří na hlavě a hrudi. Samičí, tedy grifonou, jsou pak taková vyobrazení, u kterých je barva křídel světlejší (např. hlava a hruď nesou černé peří, ale křídla jsou bílá nebo zlatá). Samičí varianta také nemusí nutně znamenat oslabení znamení, ale může náležet třeba ženským příslušnicím rodu, tedy může odkazovat k tomu, kdo je nositelem/nositelkou znamení.
Emblém gryfa na chladičích svých vozů užívala štětínská automobilka Stoewer, korunovanou hlavu gryfa má na svém logu automobilka Saab.

## Gryf ve fantasy
- Kronika Cartera Kanea – Gryf
- Harry Potter a vězeň z Azkabanu – Hipogryf
- Letopisy Narnie – Lev, čarodějnice a skříň
- Might and Magic
- World of Warcraft – Gryphon
- Richard A. Knaak – knihy ze série Dragonrealm
- Kronika rodu Spiderwicků
- Scooby-doo Abrakadabra!!
- Křišťály moci
- Alice's Adventures in Wonderland – Gryphon
- Zaklínač 3: Divoký hon
- Merlin – Gryf

## Gryf ve znacích obcí a historických území

Znak západopomořanského vojvodství (Polsko)
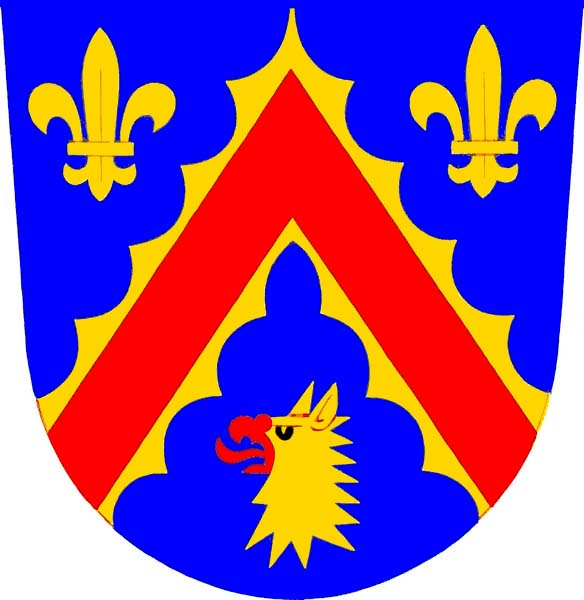
Znak obce Bozkov v okrese Semily
Lotyšská historická země Latgalsko
Znak Autonomní republiky Krym (Ukrajina)
Znak obce Ploskovice v okrese Litoměřice
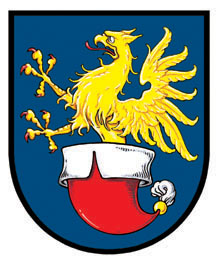
Znak obce Všechovice v okrese Přerov
Polské město Svídnice
Znak Gryfówa Śląského v Dolnoslezském vojvodství
Znak historického Pomořanska, rozděleného mezi Německo a Polsko
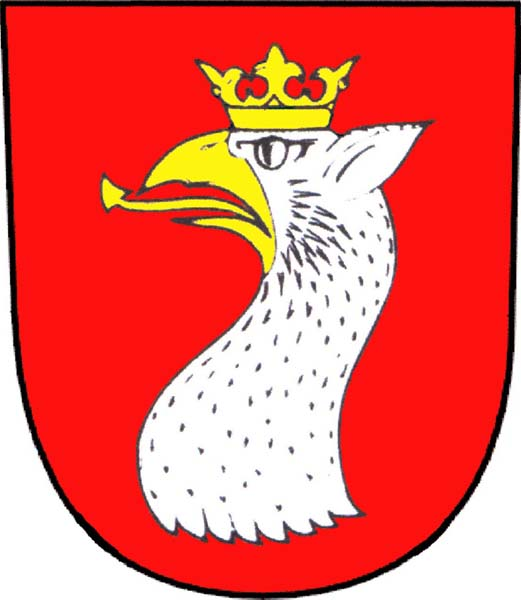
Hlava gryfa ve znaku Osečné